# 全琮
全琮（198年—240年代247年或249年），字子璜，吳郡錢唐縣（今浙江省杭州市西）人，三國時東吳的重要將領，為人謙恭而有謀，常以國家為重。妻子雖是孫權的長女孫魯班，但仍能謙虛接士，毫不驕恣。先後拜封為陽華亭侯和錢塘侯，官至右大司馬、左軍師。

## 生平

### 以施慕名
全琮的父親全柔，於漢靈帝時舉孝廉，官至漢尚書郎右丞。適逢董卓作亂，全柔棄官回鄉，州牧徵聘其為別駕從事，拜會稽東部都尉。後來孫策向袁術借兵後在揚州起兵，全柔知其能成事，於是舉兵先往依附，孫策便表奏朝廷，以全柔為丹阳都尉。至孫權繼承兄業，全柔遷任長史，到了赤壁之戰戰勝曹操後，全柔則擔任桂陽太守。
某次，全柔命兒子全琮解送數千斛米糧到吳郡，以供市場作交易用途。可是全琮把米糧解到吳郡時卻私自把米糧到處分派，結果乘著空船而回。
全柔知道後非常生氣，正要問罪，全琮認罪並解釋說：「我認為市場買賣並不是一件急事，可是天下的士大夫卻面對著切身的危難，因此我以米糧賑濟他們，只是沒有及時向您作出報告。」
全柔瞭解到全琮的心思後壓下怒火，並欣賞全琮的所為。龐統在周瑜死後送喪時，亦稱讚全琮好施為一時佳話。
後來中原人士因為避亂而多投奔南方，當時就有百多士人前往依靠全琮，全琮待人以誠，傾盡家有，並與一眾作客者苦樂與共，因此無論相隔遠近者，都對全琮的這些行徑評價甚高。
不久，孫權任全琮為奮威校尉，授予數千兵馬，命其討伐山越。全琮乘此時募兵，獲得萬餘精兵屯軍牛渚。稍後遷昇為偏將軍。

### 見機立斷
建安二十四年（219年），劉備部將關羽圍困魏將曹仁於樊城、襄陽一帶，全琮認為關羽後防空虛，機不可失，於是上奏孫權作出建議，並提出攻討關羽之計。不過孫權早已與呂蒙私下計劃如何襲擊關羽，為保機密，唯有對全琮的表奏視而不見。及至後來，吳軍成功擒殺關羽，孫權於公安置酒作賀，席上向全琮說：“你之前亦曾提及過這個戰略，當時我雖然沒有加以理會，但今日的勝利，你亦可說是立下功勞啊！”於是封全琮為陽華亭侯。

### 勇決制勝
黃初元年（220年），魏國派出水軍攻打東吳，孫權命呂範帶領諸將抵抗魏兵，兩軍立營時已能互相望到對方，大戰如箭在弦。魏軍以輕船進行快速抄擊，全琮於軍中奮力守禦，一直披甲不休，終於成功抵禦魏軍的突襲，並斬下魏將尹盧的首級，立下大功。戰後獲遷綏南將軍，進封錢塘侯。黃初四年（223年），領任九江太守。

### 招降賊寇
黃初七年（228年），孫權親到皖地命全琮跟從輔國將軍陸遜襲擊魏將曹休，結果大破曹休於石亭。當時丹阳、吳郡一帶有民賊作亂，攻城略縣，成為禍患，孫權便命全琮為東安太守。全琮到任後賞罰分明，招誘降伏賊寇，幾年後有萬餘人。孫權召回全琮到牛渚，撤除東安郡。黃龍元年（229年），全琮任衛將軍、左護軍、徐州牧，更娶公主孫魯班為妻，孫魯班替他生育了二子全懌、全吳。

### 養威持重
嘉禾二年（233年），全琮率領馬步軍隊五萬人，征討六安。六安一帶的百姓盡皆逃竄。當時全琮部下諸將正要分兵追捕百姓。全琮認為不妥，便說：「趁著混亂僥倖得利，又不採取萬全之策，這不是國家的行為。如今分兵捕民，得失參半，又豈可稱為萬全呢？就算有所獲利，不能有效地削弱敵人，以符合國家的期望。若我們與敵人相遇，損失也是非同小可。與其獲罪，我寧願身受其責，都不敢為了邀功而有負國家啊。」
赤烏四年春正月（241年），大雪遍地有三尺之厚，鳥獸大半都死去。夏天四月，派遣衛將軍全琮攻淮南，遏東興堤水攻魏軍，火燒安城邸阁，收歸當地平民。威北將軍諸葛恪攻六安，全琮大戰王凌於芍陂。车骑将军朱然圍攻樊城，大将军诸葛瑾攻取柤中。全琮與王凌爭芍陂水塘，力戰連日，全琮不敵被王凌所擊退，東興堤被魏軍毀壞，王凌乘勝斬殺吳五營將秦晃等十數人，而張休和顧承奮力攻擊王凌軍。之後魏軍在此地駐軍，當時隨全琮出征的兩個兒子全緒、全端皆為將軍，看見魏軍已經駐扎屯住，隨即發動反擊，王凌軍等人敗退。赤烏九年（246年），全琮升為右大司馬、左軍師。

### 通達治體
全琮為人恭順，善於對人婉轉地作出規勸，其所發的言論，從不會輕易牴牾他人。孫權曾經遣將包圍珠崖及夷州，在此之前他曾詢問全琮對此行的意見，全琮便說：「以我國的威勢，又有甚麼地方能不被我們攻下來呢？可是如今要進軍的目的地屬於殊方異域，又有大海之隔，那些地方水土奇特，瘴氣含毒，自古以來就是這樣。如果兵民出入這些地方，必定會生疾病，這些疾病在國內互相傳染的話，是一件危險的事。因此奉命前往當地的人大多懷著畏懼之心，害怕會失去性命，在這種心態作祟之下，我軍的收穫又豈會豐盛呢？如果要犧牲沿岸的士兵，去求取低微的利益，這是一個令我感到不安的決定。」可惜孫權不肯接受全琮的規勸，堅持發兵，經歷數年的行軍，出國的士卒果然疫病橫生，死者十居八九，令孫權深感後悔。後來孫權都會間中提及此事，不過全琮亦不願孫權為此而不安，於是便說：「為在那個時候，沒有向陛下作出規勸的人，我認為都是不忠之人。」
全琮在國內既為宗親，又多戰功，因此甚受親重，其族中子弟都受寵顯貴，賞賜往往有千金之數，不過全琮本人仍能做到謙虛接士，毫不驕恣。二宮之爭因為全氏一族皆是支持孫霸為太子的派別，全琮的兒子一起誣陷支持孫和為太子為派系的顾谭、顾承等人，全琮無奈被卷進其中，陳壽評價全琮當世之才，但因沒有管住自己的兒子，而名節盡毀。赤烏十二年（249年），全琮逝世，其子全懌襲爵。後來全懌引軍救諸葛誕於壽春，但因鍾會之計而出城先降，魏國便封全懌為平東將軍，封臨湘侯。全懌的姪兒全禕、全儀、全靜等宗族子弟亦出城降魏，都在魏國獲封郡守之任及列侯之爵。

## 軼事
黃龍二年（230年），全琮擔任衛將軍時，有曹魏間諜隱蕃降吳。全琮不知其身份而對其傾心相待，連比自身低職的人都一樣。不料到隱蕃最後因謀反失敗遭到伏誅。

## 三國演義
全琮在《三國演義》裡著墨處不多，後期戰役常與朱桓出陣。初登場於第九十六回，其時周魴行計引誘曹休走進陷阱，陸遜擔任外應帶兵伏擊曹休。當時陸遜為了分兵三路以迎擊曹休，便向孫權推薦朱桓與全琮為輔佐，孫權即命朱桓為左都督，全琮為右都督，以助陸遜。結果全琮引一軍暗襲魏寨後方，與魏將薛喬對壘，大殺一陣擊退薛喬，最後會合主軍大敗魏兵。在一百零五回中，諸葛亮逝世後，楊儀、姜維等人護送其遺體到成都時，全琮曾奉孫權之命引軍數萬，屯於巴丘界口，目的是作為蜀國的近援，防止魏軍乘喪入寇。

## 家庭

### 子
- 全緒，扬武将军、牛渚督。孙亮即位，迁镇北将军，一子亭侯
- 全寄，因党附鲁王孙霸于250年被处死
- 全懌，母孙鲁班，后降魏
- 全吳，母孙鲁班，都乡侯

### 孙
- 全禕，全绪子，后降魏
- 全静，全怿兄子，后与其兄弟四人率军降魏
- 全儀，全静弟，后降魏

### 亲族
- 全端，全琮从子，后降魏
- 全翩，全琮从子，后降魏
- 全缉，全琮从子，后降魏
- 全尚，全琮兄子，被孙綝所杀
  - 全纪，自杀
  - 全惠解，孙亮皇后

## 評價
- 陳壽：「全琮有當世之才，貴重于時，然不檢奸子，獲譏毀名雲。」
- 龐統：「卿好施慕名，有似汝南樊子昭。雖智力不多，亦一時之佳也。」
- 徐眾：「禮，子事父無私財，又不敢私施，所以避尊上也。棄命專財而以邀名，未盡父子之禮。」
- 《吳書》：「初，琮為將甚勇決，當敵臨難，奮不顧身。及作督帥，養威持重，每御軍，常任計策，不營小利。」
- 孫登：「諸葛瑾、步騭、朱然、全琮……忠於為國，通達治體。」
- 裴松之：「子路問『聞斯行諸』？子曰『有父兄在』。琮輒散父財，誠非子道，然士類懸命，憂在朝夕，權其輕重，以先人急，斯亦馮暖市義、汲黯振救之類，全謂邀名，或負其心。」

## 延伸阅读
[在维基数据编辑]
 《三國志·卷60》，出自陳壽《三國志》